# سیارک ۱۰۰۷۸
سیارک ۱۰۰۷۸ (به انگلیسی: 10078 Stanthorpe، نامگذاری:1989UJ3) ده هزار و هفتاد و هشتمین سیارک کشف شده‌است که در ۳۰ اکتبر ۱۹۸۹ کشف شد.
قدر مطلق سیارک برابر ۲۵٫۷ است.